# Gran Premio motociclistico d'Olanda 1980
Il Gran Premio motociclistico d'Olanda fu il quinto appuntamento del motomondiale 1980; si è trattato della 50ª edizione del Gran Premio motociclistico d'Olanda, 32ª valida per il motomondiale dalla sua istituzione nel 1949.
Si svolse sabato 28 giugno 1980 sul circuito di Assen, e corsero tutte le classi, inclusi i sidecar. I vincitori furono Jack Middelburg in classe 500, Jon Ekerold in classe 350, Carlos Lavado in classe 250, Ángel Nieto in classe 125 e Ricardo Tormo in classe 50. La gara dei sidecar fu invece appannaggio dell'equipaggio Jock Taylor/Benga Johansson.

## Classe 500

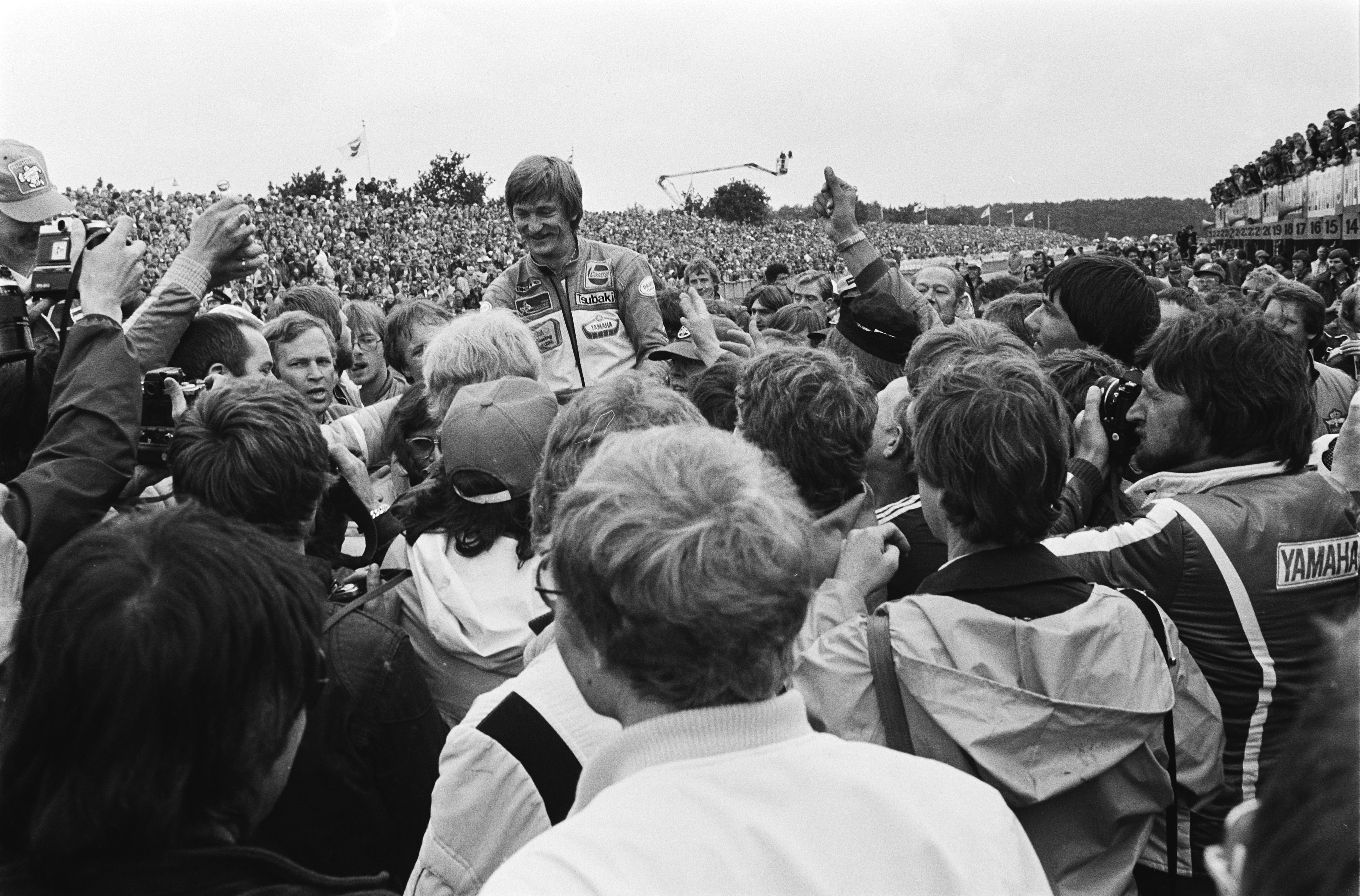
Middleburg festeggiato al termine della gara

Nella classe di maggior cilindrata, presente per la quarta volta nella stagione, il pilota olandese Jack Middelburg ha ottenuto il suo primo successo nel motomondiale alla guida di una Yamaha "clienti", dopo aver ottenuto anche la pole position.
Sul podio anche due piloti italiani, Graziano Rossi e Franco Uncini entrambi in sella a moto Suzuki.
Nella classifica stagionale resta in ogni caso in testa lo statunitense Kenny Roberts, ritirato in questa occasione ma già vincitore dei primi 3 gran premi, che precede Graziano Rossi e Randy Mamola; quest'ultimo è arrivato al quinto posto ottenendo il giro più veloce della gara.

### Arrivati al traguardo
| Pos | Pilota            | Moto   | Tempo   | Griglia | Punti |
| --- | ----------------- | ------ | ------- | ------- | ----- |
| 1   | Jack Middelburg   | Yamaha | 48'22"0 | 1       | 15    |
| 2   | Graziano Rossi    | Suzuki | + 14"0  | 9       | 12    |
| 3   | Franco Uncini     | Suzuki | + 15"8  | 8       | 10    |
| 4   | Boet van Dulmen   | Yamaha | + 29"4  | 10      | 8     |
| 5   | Randy Mamola      | Suzuki | + 29"5  | 3       | 6     |
| 6   | Johnny Cecotto    | Yamaha | + 32"8  | 7       | 5     |
| 7   | Patrick Fernandez | Yamaha |         | 14      | 4     |
| 8   | Graeme Crosby     | Suzuki |         | 19      | 3     |
| 9   | Henk de Vries     | Suzuki |         | 17      | 2     |
| 10  | Patrick Pons      | Yamaha |         | 11      | 1     |
| 11  | Jeffrey Sayle     | Yamaha |         | 28      |       |
| 12  | Willem Zoet       | Suzuki |         | 15      |       |
| 13  | Markku Matikainen | Yamaha |         | 20      |       |
| 14  | Michel Rougerie   | Suzuki |         | 22      |       |
| 15  | Dave Potter       | Yamaha |         | 23      |       |
| 16  | Mick Grant        | Suzuki |         | 24      |       |
| 17  | Steve Parrish     | Suzuki |         | 21      |       |
| 18  | Dale Singleton    | Yamaha |         | 26      |       |
| 19  | Wil Hartog        | Suzuki |         | 12      |       |

### Ritirati
| Pilota            | Moto        | Motivo | Griglia |
| ----------------- | ----------- | ------ | ------- |
| Philippe Coulon   | Suzuki      |        | 2       |
| Marco Lucchinelli | Suzuki      |        | 4       |
| Kenny Roberts     | Yamaha      |        | 5       |
| Michel Frutschi   | Yamaha      |        | 6       |
| Carlo Perugini    | Suzuki      |        | 13      |
| Barry Sheene      | Yamaha      |        | 16      |
| Takazumi Katayama | Suzuki      |        | 18      |
| Jon Ekerold       | Solo-Yamaha |        | 26      |
| Werner Nenning    | Suzuki      |        | 27      |
| Hubert Rigal      | Yamaha      |        | 29      |
| Christian Estrosi | Suzuki      |        | 30      |

## Classe 350
Per la 350 quella nei Paesi Bassi è stata solo la terza prova del mondiale e si è imposto, per la seconda volta in stagione il pilota sudafricano Jon Ekerold a bordo di una Bimota-Yamaha mentre il suo maggior contendente per il mondiale, il venezuelano Johnny Cecotto giunge fuori dalla zona punti, in ventesima posizione. Sul podio finiscono anche il pilota francese Patrick Fernandez e il tedesco Anton Mang.

### Arrivati al traguardo
| Pos. | Pilota              | Moto             | Tempo   | Griglia | Punti |
| ---- | ------------------- | ---------------- | ------- | ------- | ----- |
| 1    | Jon Ekerold         | Bimota-Yamaha    | 48'41"7 | 3       | 15    |
| 2    | Patrick Fernandez   | Bimota-Yamaha    |         | 4       | 12    |
| 3    | Anton Mang          | Krauser-Kawasaki |         | 1       | 10    |
| 4    | Jeffrey Sayle       | Yamaha           |         | 15      | 8     |
| 5    | Carlos Lavado       | Bimota-Yamaha    |         | 5       | 6     |
| 6    | Jacques Cornu       | Yamaha           |         | 8       | 5     |
| 7    | Jean-François Baldé | Kawasaki         |         | 9       | 4     |
| 8    | Thierry Espié       | Bimota-Yamaha    |         | 16      | 3     |
| 9    | Graeme McGregor     | Yamaha           |         | 28      | 2     |
| 10   | Pekka Nurmi         | Yamaha           |         | 22      | 1     |
| 11   | René Delaby         | Yamaha           |         | 13      |       |
| 12   | Siegfried Minich    | Yamaha           |         | 26      |       |
| 13   | Hervé Guilleux      | But              |         | 12      |       |
| 14   | Toni Head           | Yamaha           |         | 27      |       |
| 15   | Alan North          | Yamaha           |         | 19      |       |
| 16   | Murray Sayle        | Yamaha           |         | 24      |       |
| 17   | Klaas Hernamdt      | Yamaha           |         | 29      |       |
| 18   | Rinus van Kasteren  | Yamaha           |         | 23      |       |
| 19   | Chas Mortimer       | Yamaha           |         | 30      |       |
| 20   | Johnny Cecotto      | Bimota-Yamaha    |         | 2       |       |

### Ritirati
| Pilota               | Moto          | Motivo | Griglia |
| -------------------- | ------------- | ------ | ------- |
| Roland Freymond      | Yamaha        |        | 6       |
| Éric Saul            | Yamaha        |        | 7       |
| Walter Villa         | Yamaha        |        | 10      |
| Carlo Perugini       | RTM           |        | 11      |
| Didier de Radiguès   | Yamaha        |        | 14      |
| Jean-Louis Tournadre | Bimota-Yamaha |        | 15      |
| Massimo Matteoni     | Bimota-Yamaha |        | 17      |
| Mar Schouten         | Yamaha        |        | 18      |
| Sadao Asami          | Yamaha        |        | 21      |

## Classe 250
Nella quarto di litro, in una gara parzialmente condizionata dal maltempo, il successo è andato al venezuelano Carlos Lavado che ha preceduto il francese Éric Saul e il tedesco Anton Mang, con quest'ultimo saldamente in testa alla classifica stagionale della classe.

### Arrivati al traguardo
| Pos. | Pilota              | Moto             | Tempo   | Griglia | Punti |
| ---- | ------------------- | ---------------- | ------- | ------- | ----- |
| 1    | Carlos Lavado       | Yamaha           | 48'50"5 | 9       | 15    |
| 2    | Éric Saul           | Yamaha           | 49'29"2 | 7       | 12    |
| 3    | Anton Mang          | Krauser-Kawasaki | 49'29"9 | 1       | 10    |
| 4    | Thierry Espié       | Yamaha           | 49'58"6 | 13      | 8     |
| 5    | Jean-Marc Toffolo   | Yamaha           | 50'23"5 | 4       | 6     |
| 6    | Eero Hyvärinen      | Yamaha           | 50'41"9 | 15      | 5     |
| 7    | Jean-François Baldé | Kawasaki         |         | 8       | 4     |
| 8    | Didier de Radiguès  | Yamaha           |         | 24      | 3     |
| 9    | Clive Horton        | Cotton           |         | 29      | 2     |
| 10   | René Delaby         | Yamaha           |         | 19      | 1     |
| 11   | Klaas Hernamdt      | Yamaha           |         | 23      |       |
| 12   | Jacques Cornu       | Yamaha           |         | 2       |       |
| 13   | Chas Mortimer       | Cotton           |         | 21      |       |
| 14   | Bruno Kneubühler    | Yamaha           |         | 25      |       |
| 15   | Peter Looijesteijn  | Yamaha           |         | 17      |       |
| 16   | Kenny Blake         | Yamaha           |         | 30      |       |

### Ritirati
| Pilota                 | Moto      | Motivo | Griglia |
| ---------------------- | --------- | ------ | ------- |
| Hans Müller            | Yamaha    |        | 3       |
| Roland Freymond        | Ad Maiora |        | 5       |
| Alan North             | Yamaha    |        | 10      |
| Jean-Louis Tournadre   | Yamaha    |        | 11      |
| Mar Schouten           | Yamaha    |        | 12      |
| Jean-Louis Guignabodet | Kawasaki  |        | 14      |
| Rinus van Kasteren     | Yamaha    |        | 16      |
| Gianpaolo Marchetti    | MBA       |        | 18      |
| Sauro Pazzaglia        | Ad Maiora |        | 20      |
| Loris Reggiani         | Yamaha    |        | 22      |
| Harald Bartol          | MBA       |        | 28      |

## Classe 125

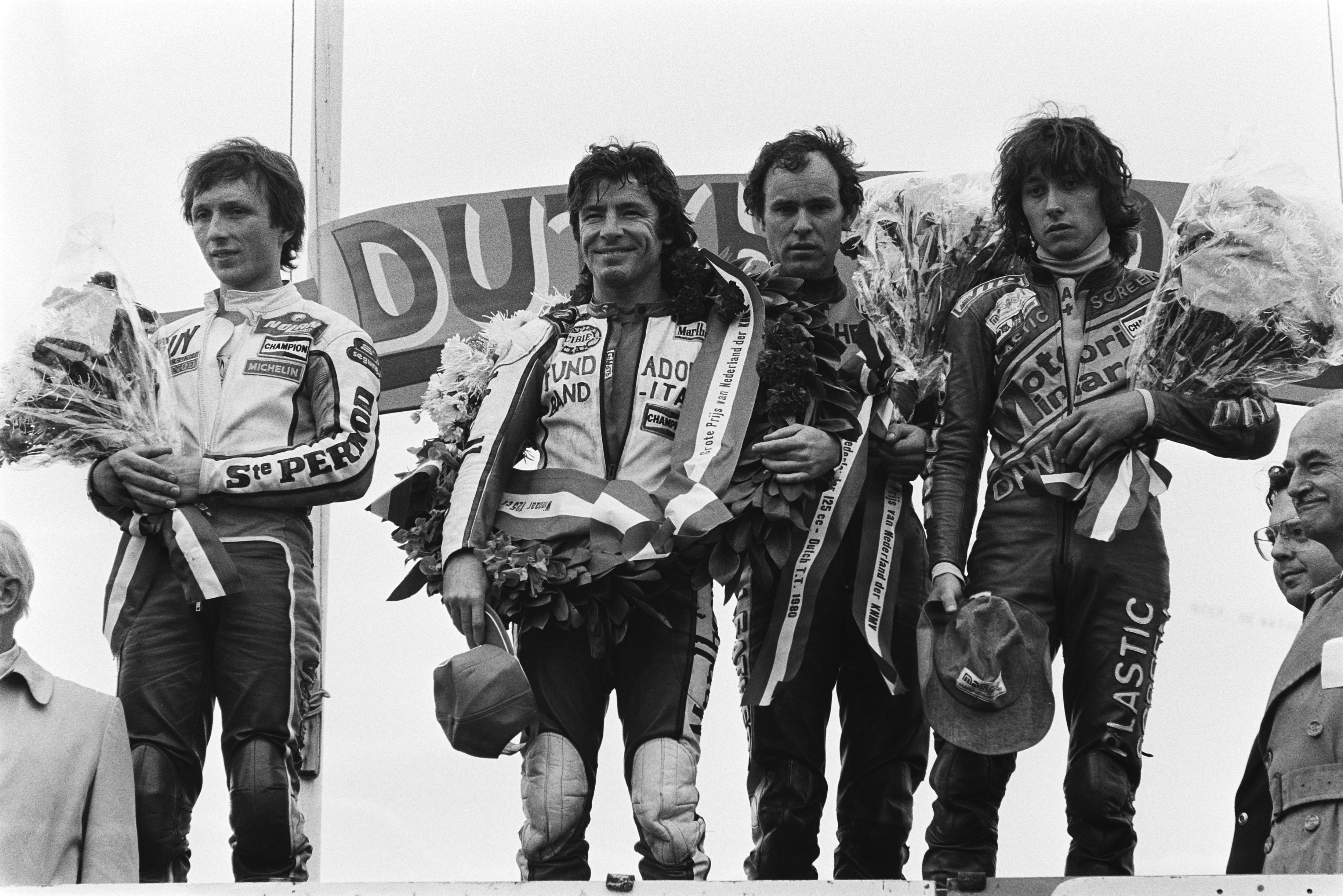
Bertin (secondo), Nieto (primo), van Kessel (ottavo e primo dei piloti olandesi al traguardo) e Reggiani (terzo), sul palco di premiazione del podio al termine della gara della classe 125

Lo spagnolo Ángel Nieto ottiene il secondo successo stagionale, precedendo il francese Guy Bertin e l'italiano Loris Reggiani; con il successo avvicina il capoclassifica provvisorio Pier Paolo Bianchi che è giunto al quarto posto.

### Arrivati al traguardo
| Pos. | Pilota              | Moto       | Tempo   | Griglia | Punti |
| ---- | ------------------- | ---------- | ------- | ------- | ----- |
| 1    | Ángel Nieto         | Minarelli  | 46'59"5 | 4       | 15    |
| 2    | Guy Bertin          | Motobécane | 47'13"4 | 1       | 12    |
| 3    | Loris Reggiani      | Minarelli  | 47'52"5 | 25      | 10    |
| 4    | Pier Paolo Bianchi  | MBA        | 48'20"4 | 3       | 8     |
| 5    | Harald Bartol       | MBA        | 48'21"7 | 7       | 6     |
| 6    | Ricardo Tormo       | MBA        | 48'26"8 | 31      | 5     |
| 7    | Bruno Kneubühler    | MBA        | 48'28"4 | 2       | 4     |
| 8    | Henk van Kessel     | Condor     |         | 9       | 3     |
| 9    | Matti Kinnunen      | MBA        |         | 18      | 2     |
| 10   | Anton Straver       | MBA        |         | 21      | 1     |
| 11   | Peter Looijesteijn  | MBA        |         | 11      |       |
| 12   | Gerhard Waibel      | MBA        |         | 23      |       |
| 13   | Jan Huberts         | Huvo       |         | 24      |       |
| 14   | Gert Bender         | Bender     |         | 10      |       |
| 15   | Peter van Niel      | Morbidelli |         | 20      |       |
| 16   | Peter Baláz         | MBA        |         | 29      |       |
| 17   | Per-Edvard Carlsson | MBA        |         | 16      |       |
| 18   | Cees van Dongen     | Morbidelli |         | 26      |       |

### Ritirati
| Pilota              | Moto       | Motivo | Griglia |
| ------------------- | ---------- | ------ | ------- |
| Hans Müller         | MBA        |        | 5       |
| Gianpaolo Marchetti | MBA        |        | 6       |
| Ivan Palazzese      | MBA        |        | 8       |
| August Auinger      | MBA        |        | 12      |
| Barry Smith         | MBA        |        | 13      |
| Stefan Dörflinger   | Morbidelli |        | 14      |
| Thierry Noblesse    | MBA        |        | 17      |
| Patrick Hérouard    | MBA        |        | 19      |
| Gerhard Waibel      | MBA        |        | 23      |
| Rolf Blatter        | MBA        |        | 27      |
| Ernst Fagerer       | Morbidelli |        | 28      |

## Classe 50
Curiosamente il podio della gara è stato lo stesso della gara precedente con lo spagnolo Ricardo Tormo che ha preceduto lo svizzero Stefan Dörflinger e l'italiano Eugenio Lazzarini. Quest'ultimo, con solo altre due gare ancora in programma per la classe di minor cilindrata fa un ulteriore passo verso la conquista del titolo iridato.

### Arrivati al traguardo
| Pos. | Pilota              | Moto        | Tempo   | Griglia | Punti |
| ---- | ------------------- | ----------- | ------- | ------- | ----- |
| 1    | Ricardo Tormo       | Kreidler    | 33.46"0 | 1       | 15    |
| 2    | Stefan Dörflinger   | Kreidler    | 33'47"2 | 2       | 12    |
| 3    | Eugenio Lazzarini   | Iprem       | 34'02"9 | 4       | 10    |
| 4    | Hans Spaan          | Kreidler    | 34'18"1 | 3       | 8     |
| 5    | Hans-Jürgen Hummel  | Kreidler    | 34'19"6 | 6       | 6     |
| 6    | Theo Timmer         | Bultaco     | 34'20"9 | 7       | 5     |
| 7    | Henk van Kessel     | Pentax-X-16 |         | 5       | 4     |
| 8    | Rolf Blatter        | Kreidler    |         | 11      | 3     |
| 9    | Wolfgang Müller     | Kreidler    |         | 8       | 2     |
| 10   | Otto Machinek       | Kreidler    |         | 20      | 1     |
| 11   | Jacky Hutteau       | ABF         |         | 9       |       |
| 12   | Humphrey Siegel     | Kreidler    |         | 17      |       |
| 13   | Enrico Cereda       | Kreidler    |         | 16      |       |
| 14   | Jan Welvaarts       | Kreidler    |         | 18      |       |
| 15   | Cees van Dongen     | Kreidler    |         | 15      |       |
| 16   | Günther Schirnhofer | Kreidler    |         | 22      |       |
| 17   | Rainer Scheidhauer  | Rupp        |         | 19      |       |
| 18   | Bertus Grinwis      | Kreidler    |         | 23      |       |
| 19   | Chris Baert         | Kreidler    |         | 21      |       |
| 20   | Walter Rapolani     | Kreidler    |         | 25      |       |
| 21   | Hagen Klein         | Horex       |         | 10      |       |
| 22   | Bruno di Carlo      | MDC         |         | 29      |       |

### Ritirati
| Pilota        | Moto     | Motivo | Griglia |
| ------------- | -------- | ------ | ------- |
| Ingo Emmerich | Kreidler |        | 12      |
| Rudi Oosting  | Kreidler |        | 13      |
| Aldo Pero     | Kreidler |        | 14      |
| Ramon Gali    | Bultaco  |        | 24      |
| Rudolf Kunz   | Kreidler |        | 27      |

## Classe sidecar
La pole position in questa classe è di Derek Jones-Brian Ayres su Ireson-Yamaha (3'08"4), mentre il giro veloce in gara viene fatto segnare da Alain Michel-Michael Burkhard.
Alla partenza l'equipaggio Jones-Ayres perde posizioni, mentre in breve tempo Jock Taylor e Benga Johansson si portano in testa, controllando la gara fino al termine; sul traguardo precedono Alain Michel-Michael Burkhard e lo stesso Jones, peraltro particolarmente distanziato. Si ritirano invece gli svizzeri Rolf Biland-Kurt Waltisperg, fermati da problemi tecnici mentre erano in terza posizione.
In classifica Taylor passa al comando con 37 punti, davanti a Biland con 30 e a Michel con 27.

### Arrivati al traguardo (posizioni a punti)[5]
Distanza: 14 giri
| Pos | Pilota           | Passeggero         | Moto           | Tempo   | Punti |
| --- | ---------------- | ------------------ | -------------- | ------- | ----- |
| 1   | Jock Taylor      | Benga Johansson    | Windle-Yamaha  | 43'33"7 | 15    |
| 2   | Alain Michel     | Michael Burkhard   | Seymaz-Yamaha  | 43'36"0 | 12    |
| 3   | Derek Jones      | Brian Ayres        | Ireson-Yamaha  | 44'29"8 | 10    |
| 4   | Egbert Streuer   | Johan van der Kaap | LCR-Yamaha     |         | 8     |
| 5   | Werner Schwärzel | Andreas Huber      | ?-Yamaha       |         | 6     |
| 6   | Yvan Trolliet    | Denis Vernet       | Seymaz-Yamaha  |         | 5     |
| 7   | Göte Brodin      | Billy Gällros      | Krauser-Yamaha |         | 4     |
| 8   | Bruno Holzer     | Karl Meierhans     | LCR-Yamaha     |         | 3     |
| 9   | George O'Dell    | Williams           | ?-Yamaha       |         | 2     |
| 10  | Mick Boddice     | Chas Birks         | Windle-Yamaha  |         | 1     |